# Wilhelm Baues
Wilhelm Baues (n. 21 noiembrie 1948, Mönchengladbach, Germania) este un canoist ce a reprezentat Germania, medaliat olimpic. A participat la o ediție a Jocurilor Olimpice (1972) în care a câștigat o medalie de argint.

## Participări
Lista de mai jos prezintă principalele competiții la care a participat Wilhelm Baues de-a lungul carierei.
- canoeing at the 1972 Summer Olympics – men's slalom C-2[*]